# Porto Lucena
Porto Lucena is een gemeente in de Braziliaanse deelstaat Rio Grande do Sul. De gemeente telt 5.587 inwoners (schatting 2009).

## Aangrenzende gemeenten
De gemeente grenst aan Campina das Missões, Cândido Godói, Porto Vera Cruz, Porto Xavier, Santo Cristo en São Paulo das Missões.

### Landsgrens
En met als landsgrens aan de gemeente Florentino Ameghino, Mojón Grande en San Javier in het departement San Javier in de provincie Misiones met het buurland Argentinië.